# Мош-ду-Дору
Мош-ду-Дору (порт. Mós do Douro)  —  населённый пункт и район в Португалии,  входит в округ Гуарда. Является составной частью муниципалитета  Вила-Нова-де-Фош-Коа. По старому административному делению входил в провинцию Траз-уж-Монтиш и Алту-Дору. Входит в экономико-статистический  субрегион Доуру, который входит в Северный регион. Население составляет 241 человек на 2001 год. Занимает площадь 12,74 км².
Покровителем района считается Апостол Пётр (порт. S.Pedro). 